# Ундина (фильм, 2009)
«Ундина» (англ. Ondine) — фильм Нила Джордана, созданный в жанрах драма и фэнтези. Сюжет фильма включает в себя элементы реальности и ирландской мифологии.

## Сюжет
Рыбаку Сиракузу, которого знакомые называют Циркачом, во время одного из выходов в море в сети попадается девушка, которая говорит, что не помнит своего прошлого. Сиракуз приютил её в заброшенном доме своей умершей матери-цыганки. Ундиной заинтересовалась его дочь Энни, у которой проблемы с почками, из-за чего ей приходится передвигаться в инвалидном кресле. Она начинает верить в то, что эта девушка — селки, персонаж ирландского фольклора. Вскоре об этом начинает догадываться и сам Сиракуз.

## В ролях
- Колин Фаррелл — Сиракуз
- Алиция Бахледа — Ундина
- Элисон Барри — Энни
- Стивен Ри — священник
- Дервла Кирван — Мора
- Тони Карран — Алекс
- Эмиль Хостина — Владик

## Создание фильма и премьеры
Съёмки начались 18 июля 2008 года на полуострове Беары в Ирландии и закончились 6 августа того же года.
Европейская премьера «Ундины» состоялась в рамках Международного кинофестиваля в Дублине 18 февраля 2010 года. В прокат в США фильм был выпущен компанией Magnolia Pictures 4 июня 2010 года. От Американской ассоциации кинокомпаний лента получила прокатный рейтинг PG-13.